# Breedon on the Hill
Breedon on the Hill è un paese di 958 abitanti della contea del Leicestershire, in Inghilterra.

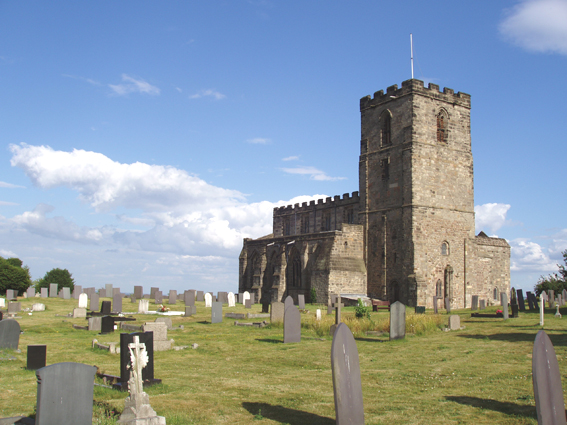
La chiesa di St Mary and St Hardulph sulla cima di Breedon Hill